# 2062 Aten
2062 Aten (/[invalid input: 'icon']ˈɑːtən/ AH-tən) là một tiểu hành tinh được phát hiện ở đài thiên văn Mount Palomar bởi Eleanor F. Helin. Nó được đặt theo tên Aten, vị thần Ai Cập.